# Pensionsversicherungsanstalt

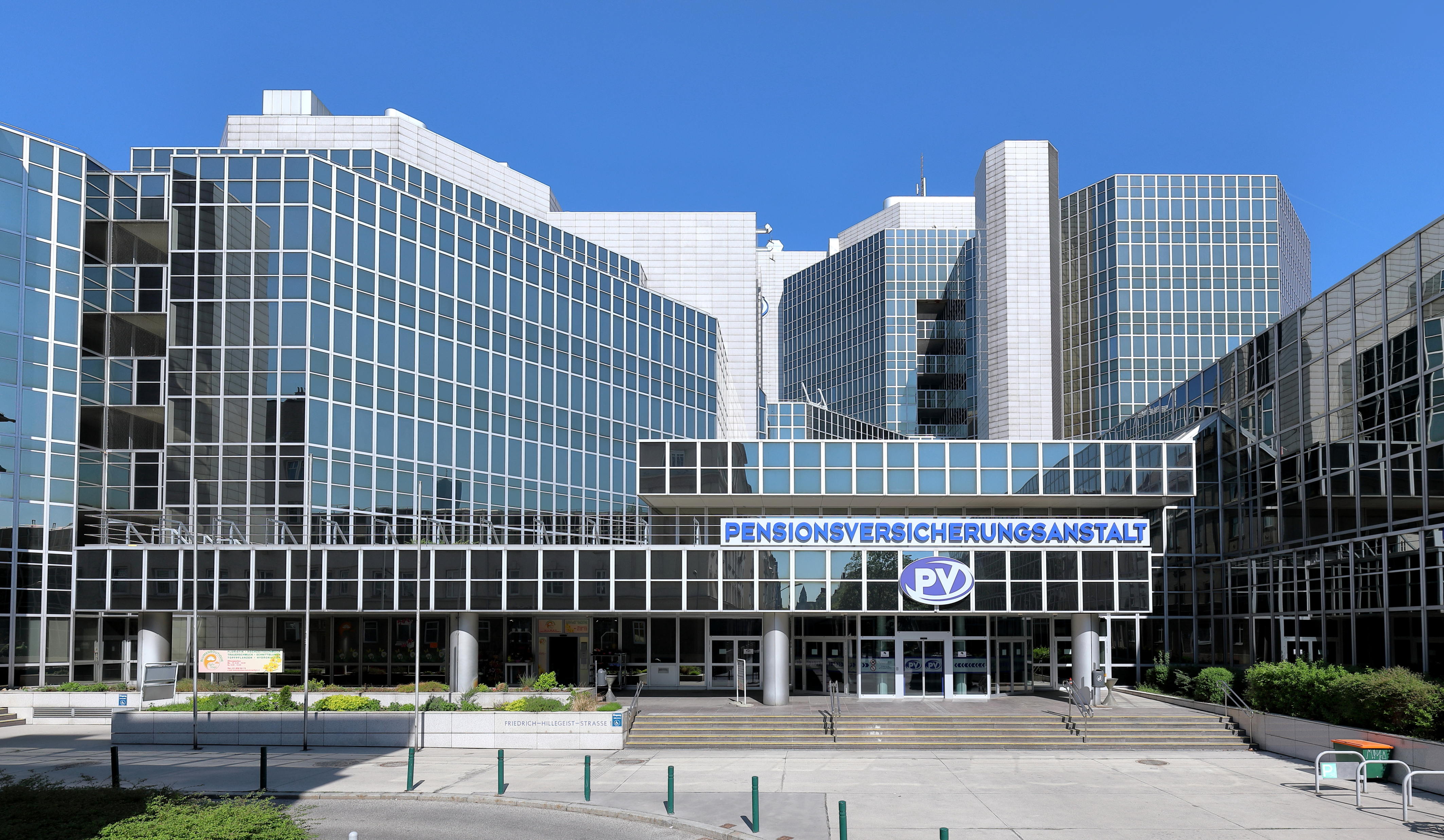
Wiener PV-Zentrale in der Friedrich-Hillegeist-Str. 1

Die Pensionsversicherungsanstalt (PV) ist der größte Pensionsversicherungsträger sowie der größte Sozialversicherungsträger in Österreich. Die ehemals eigenständigen Pensionsversicherungsanstalten der Angestellten bzw. der Arbeiter wurden mit 1. Jänner 2003 fusioniert.

## Organisation

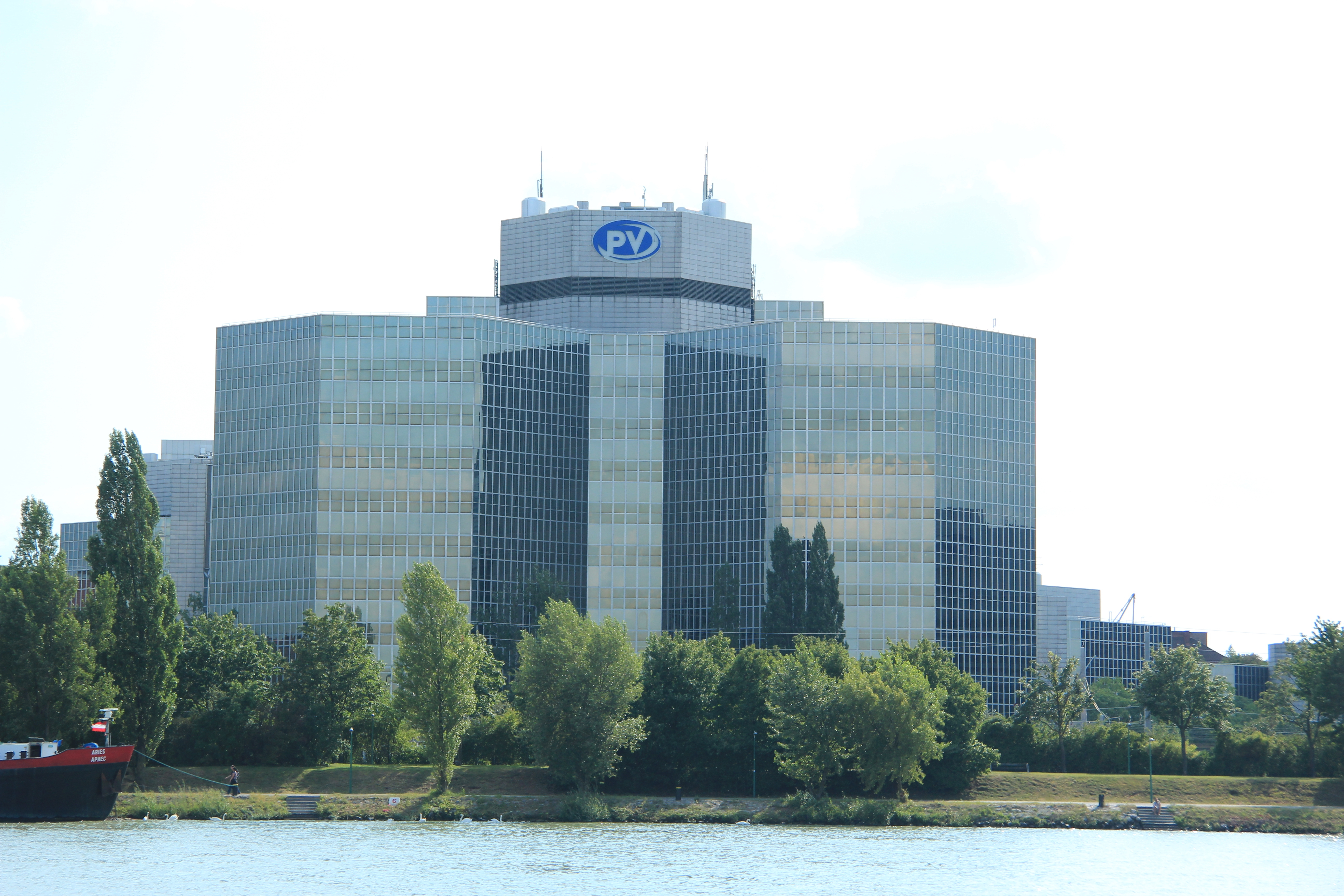
Die Haupt- und Landesstelle Wien am Handelskai

Die Pensionsversicherungsanstalt ist eine bundesweit tätige Einrichtung. Es bestehen Landesstellen in allen Bundesländern, die ein Großteil der Agenden der PV dezentral erledigten. Vor der Fusion der Pensionsversicherungsanstalt der Arbeiter und der Pensionsversicherungsanstalt der Angestellten im Jahr 2003 hatte nur die Pensionsversicherungsanstalt der Arbeiter Landesstellen, die teilweise für mehrere Bundesländer gleichzeitig zuständig waren. Die Pensionsversicherungsanstalt der Angestellten war zentral organisiert und hatte nur Außenstellen in den Ländern.

## Aufgaben
Pensionsaufgaben:
Die wichtigste Aufgabe der PV betrifft den Bereich Pensionen. Die PV prüft die Anspruchsvoraussetzung über die Pensionsberechnung, die Pensionsgewährung und übernimmt weiters die Betreuung der Pensionisten. Pensionen sind Pflichtleistungen, auf welche ein Rechtsanspruch besteht. Dieser Rechtsanspruch kann vor dem Arbeits- und Sozialgericht eingeklagt werden.
- Folgende Pensionsleistungen aus dem Versicherungsfall des Alters sind vorgesehen:
  - Alterspension
  - Korridorpension (eine neue Form der Alterspension nach dem APG ab 1. Jänner 2005)
  - Schwerarbeitspension
  - Vorzeitige Alterspension bei langer Versicherungsdauer bzw. die sogenannte „Hacklerregelung“ (gilt für Frauen geboren bis 31. Dezember 1959 und Männer geboren bis 31. Dezember 1954 – die Sonderform der Schwerarbeits-Hacklerregelung gilt darüber hinaus für Frauen geboren bis 31. Dezember 1963 und für Männer geboren bis 31. Dezember 1958)
- weiters aus dem Versicherungsfall der geminderten Arbeitsfähigkeit:
  - Invaliditätspension (Arbeiter) bzw. Berufsunfähigkeitspension (Angestellte)
- und aus dem Versicherungsfall des Todes
  - Witwen- / Witwerpension
  - Pension für hinterbliebene eingetragene Partnerinnen- bzw. Partner
  - Waisenpension
  - Abfindung

Gesundheitsaufgaben:
Bei drohender Arbeitsunfähigkeit aufgrund eines körperlichen oder geistigen Leidens soll durch geeignete Maßnahmen die Gesundheit gefestigt bzw. wiederhergestellt werden. Das Ziel ist, die Arbeitsfähigkeit der Versicherten so lange wie möglich zu erhalten und den Pensionsanfall so lange wie möglich zu verzögern. Maßnahmen der Rehabilitation sind Pflichtaufgaben, auf die – ebenso wie bei der Gesundheitsvorsorge (Freiwillige Aufgabe) – kein individueller Rechtsanspruch besteht.
Versicherungsaufgaben:
Für Personen, welche nicht pensionsversichert sind, gibt es die Möglichkeit, unter bestimmten Voraussetzungen eine freiwillige Pensionsversicherung abzuschließen. Durch dieses Angebot soll diesen Menschen die Möglichkeit geboten werden, trotz bisher fehlender Beitragszahlung zur Pensionsversicherung eine Pension zu erlangen.

## Serviceleistungen
Durch die ständige Anpassung bzw. Veränderung des Sozialversicherungsrechtes ist die PV bemüht, den Versicherten ständig auf dem Laufenden zu halten.
Hier werden folgende Leistungen angeboten:
- Feststellung und Speicherung der erworbenen Versicherungszeiten
- Vorausberechnung der Pension für pensionsnahe Jahrgänge
- Betreuung des individuellen Pensionskontos
- Information durch leicht verständliche Broschüren
- Betreuung durch informelle Sprechtage und Messestände
- Klarstellung durch Presseaussendungen

## Online-Services
Die PV bietet verschiedene Online-Formulare, wie z. B. Pensionsanträge und Anträge auf freiwillige Versicherung an, die auf direktem elektronischen Weg an den Versicherungsträger übermittelt werden. Online-Formulare erleichtern den elektronischen Austausch zwischen Verwaltungen und Bürgern. Die zugrunde liegende Software wurde von dem IT-Unternehmen aforms entwickelt, einem Anbieter von Formularlösungen im E-Government und E-Business-Bereich.

## Gesundheitsleistungen
Wenn auf Grund des körperlichen oder geistigen Zustandes die Zahlung einer Berufsunfähigkeitspension bzw. Invaliditätspension droht, sind Leistungen aus der Gesundheitsvorsorge bzw. Rehabilitation vorgesehen. Auf diese Leistungen besteht kein individueller Rechtsanspruch, sie können unter Umständen auch von Amts wegen gewährt werden.

## Gesundheitsvorsorge
Diese Leistung soll die Arbeitskraft so lange wie möglich erhalten, indem sie bereits frühzeitig gesundheitliche Beeinträchtigungen mildert oder behebt.
Dazu dient die Gewährung von Kuraufenthalten, Gesundheitsvorsorge Aktiv (GVA) oder Zuschüssen zu Kuraufenthalten.
Diese Leistungen sind gesetzlich nicht verankert und werden von der PV freiwillig nach Maßgabe der finanziellen Mittel gewährt. Ein Rechtsanspruch besteht nicht. Die Durchführung erfolgt in PV-eigenen Gesundheitseinrichtungen oder in Vertragshäusern.

## Rehabilitation

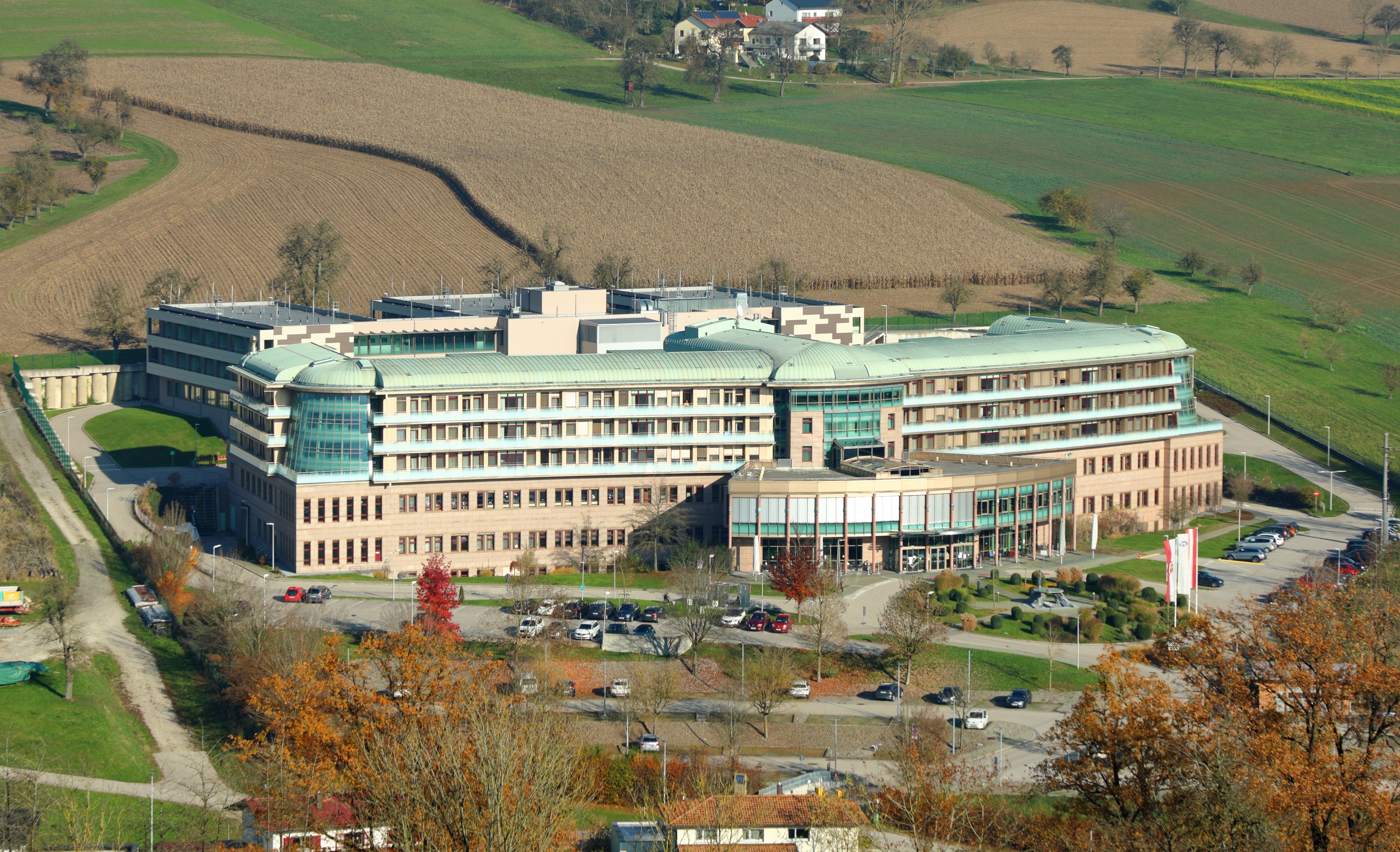
Rehabilitationszentrum in Bad Schallerbach

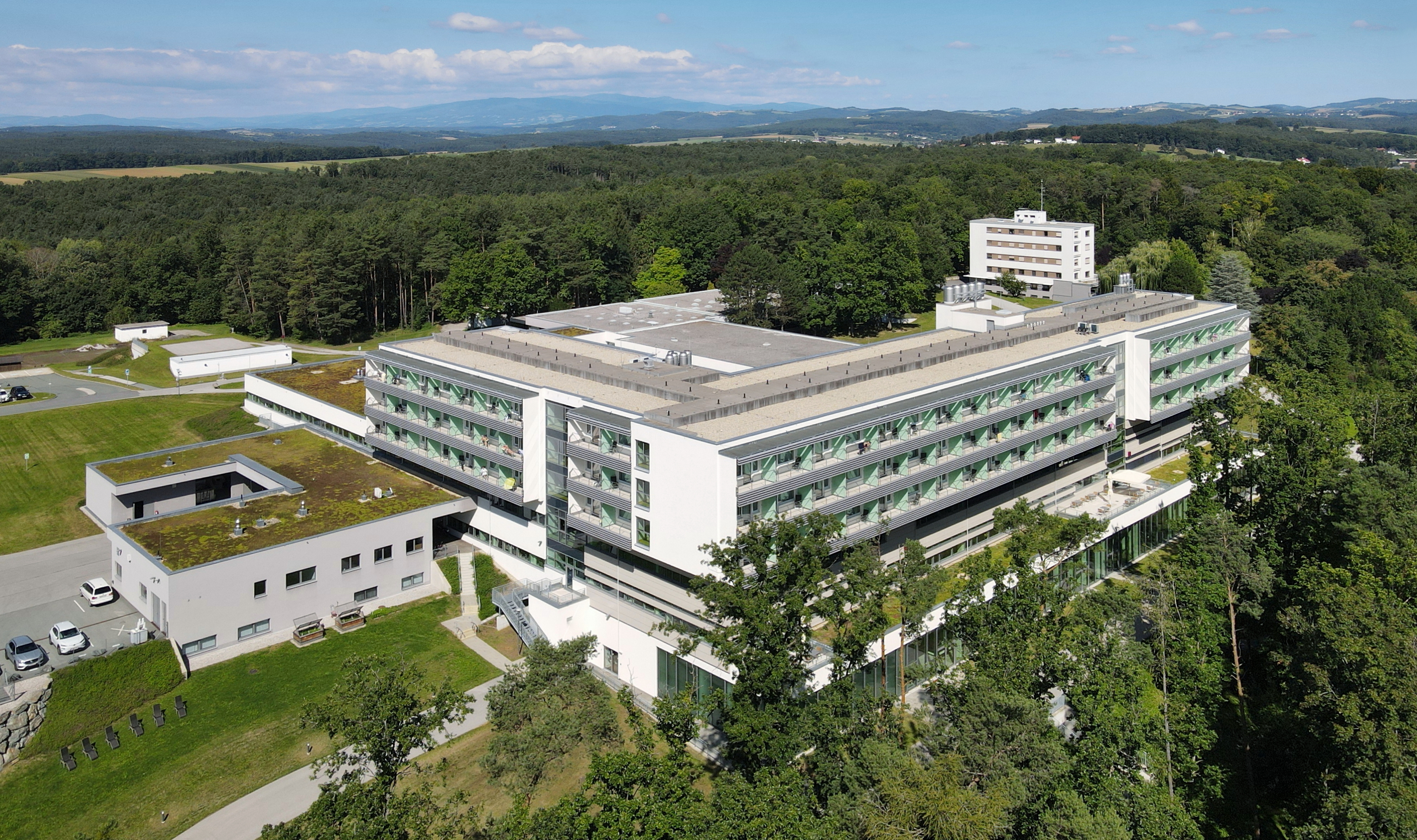
Rehabilitationszentrum in Bad Tatzmannsdorf

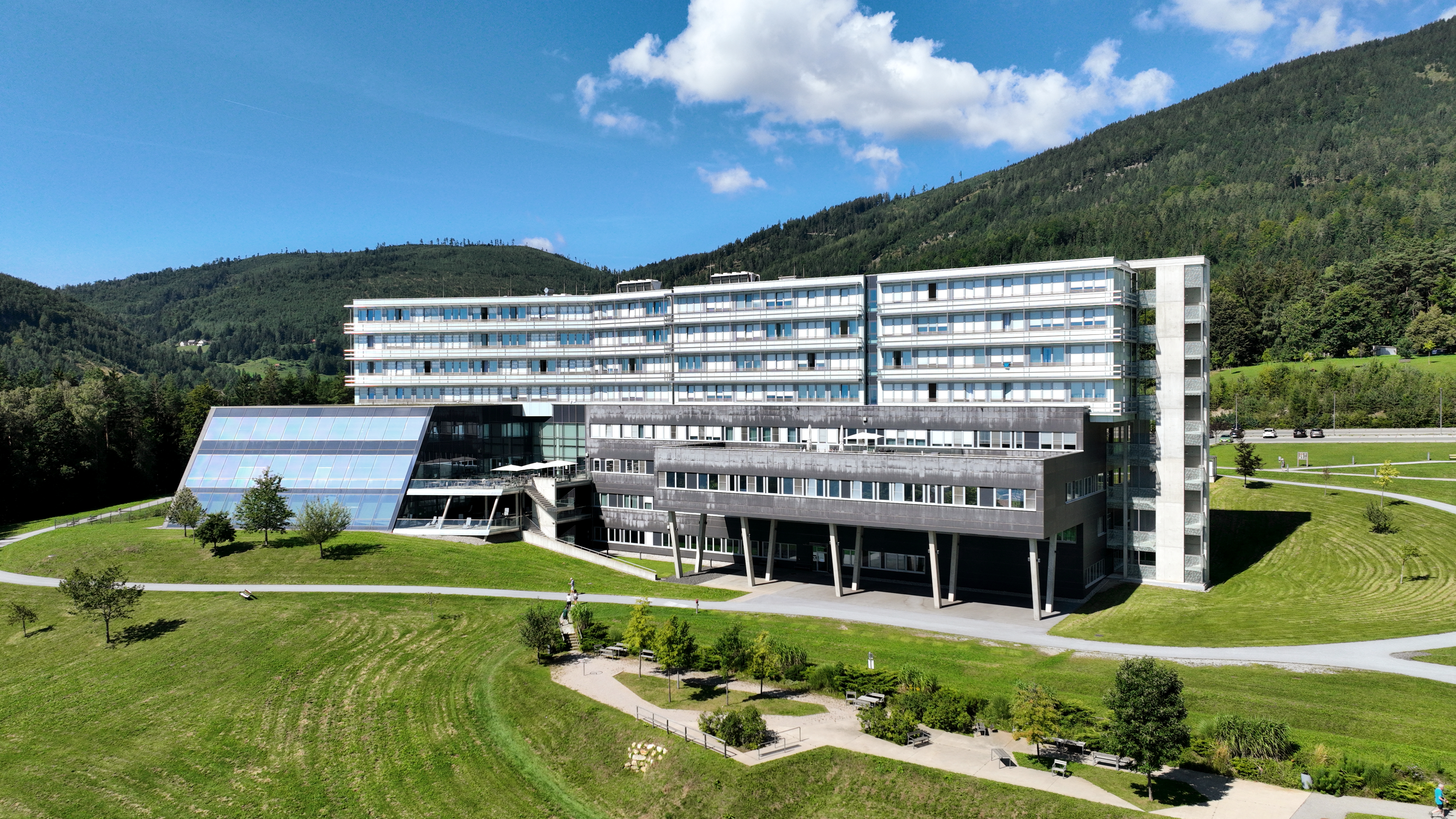
Rehabilitationszentrum in St. Radegund bei Graz

Maßnahmen der Rehabilitation werden nach schweren Unfällen, Operationen und Erkrankungen gewährt, um eine Fortsetzung der beruflichen Tätigkeit zu ermöglichen bzw. zu gewährleisten. Die Leistungen sind eine Pflichtaufgabe der PV und gesetzlich verankert. Die Durchführung erfolgt unter anderem in PV-eigenen Rehabilitationszentren.
Folgende Möglichkeiten sind vorhanden:
- Medizinische Maßnahmen: Aufenthalt im Rehabilitationszentrum, Therapien, Prothesen, Rollstühle etc.
- Berufliche Maßnahmen: Umschulung, behindertengerechte Adaptierung des Arbeitsplatzes etc.
- Soziale Maßnahmen: Zuschüsse oder Darlehen für behindertengerechten Umbau von vorhandenen Wohnungen, Adaptierung eines PKW etc.

## Sonstige Leistungen
- Unterstützungsfonds: Bei unverschuldeter Notlage kann in besonders berücksichtigungswürdigen Fällen unter Beachtung gewisser Richtlinien eine Leistung aus dem Unterstützungsfonds gewährt werden. Diese Leistungen sind freiwillig; ein Rechtsanspruch besteht nicht.
- Pflegegeld und Ausgleichszulage: Leistungen mit Versorgungs- bzw. Sozialhilfecharakter, die mit den Pensionen ausbezahlt werden, aber nicht von der Pensionsversicherungsanstalt getragen, sondern zu 100 % vom Bund ersetzt werden.

## Selbstverwaltung
Ein wichtiger Grundsatz der gesamten österreichischen Sozialversicherung ist die Selbstverwaltung. Das heißt, dass der Bund staatliche Aufgaben an die eigentlich Betroffenen zur Selbstverwaltung überträgt. Im Falle der Pensionsversicherung bedeutet das, dass die Pensionsversicherungsanstalt von allen Pflichtversicherten (also einem großen Teil aller österreichischen Arbeitnehmer) und von den Arbeitgebern (die die Hälfte der Pensionsversicherungsbeiträge ihrer Mitarbeiter zu bezahlen haben) verwaltet wird. In der Realität sieht das so aus, dass die Kammer für Arbeiter und Angestellte als Vertreter der Dienstnehmer zu 1⁄2 und die Wirtschaftskammer Österreich als Vertreter der Dienstgeber zu 1⁄2 die sogenannten „Versichertenvertreter“ in die Vollversammlung, das oberste Organ der PV, entsendet. Da die umfangreichen Aufgaben der PV nicht von den ehrenamtlich tätigen Mitgliedern der Selbstverwaltung getätigt werden können, steht der Selbstverwaltung das sogenannte „Büro“ – also die Bediensteten der PV – zur Seite.
2025 wurden Peter Schleinbach (Dienstnehmer) und Andreas Herz, MSc (Dienstgeber) als Obmänner bestellt. Eine Funktionsperiode dauert fünf Jahre.

## Mitarbeiter
Die PV beschäftigt in der Hauptstelle Wien und den neun Landesstellen rund 3600 Mitarbeiter. Jeder Landesstelle steht ein Direktor vor. Rund 2100 weitere Mitarbeiter sind in den 15 PV-eigenen Rehabilitations-Zentren sowie zwei Zentren für ambulante Rehabilitation beschäftigt. Bei den Rehabilitationszentren besteht die Führung aus einer Ärztlichen Leitung, einer Verwaltungs- sowie in den stationären Zentren einer Pflegedienstleitung. Weiters ist ein Ombudsmann im Dienste der Versicherten und Pensionisten tätig. Seine Aufgabe ist es rasch und unbürokratisch Unzulänglichkeiten abzustellen und Missverständnisse aufzuklären.

## Budget
Die Pensionsversicherungsanstalt verwaltet mit 50,3 Milliarden Euro (2023) das zweithöchste Budget (nach dem Bund) in Österreich. 2023 war betraglich der Pensionsaufwand die mit 42,1 Milliarden Euro größte Position. Die Beitragseinnahmen für Versicherte beliefen sich auf 40,0 Milliarden Euro. Der Verwaltungsaufwand betrug 2023 0,78 % der Gesamtaufwendungen.

## Sonstiges
Große technische Schwierigkeiten gab es 2015 bei der Einführung eines elektronischen Verwaltungssystems. So wurde von falsch ausgestellten Bescheiden sowie einem Rückstau von rund 30.000 Verfahren berichtet.
Die Pensionsversicherungsanstalt ist Mitglied der Plattform Industrie 4.0.